# Geniates isthmicus
Geniates isthmicus är en skalbaggsart som beskrevs av Ohaus 1931. Geniates isthmicus ingår i släktet Geniates och familjen Rutelidae. Inga underarter finns listade i Catalogue of Life.